# Hiryū (porta-aviões)
O Hiryū (飛龍) foi um porta-aviões operado pela Marinha Imperial Japonesa. Projetado a partir de uma versão modificada do predecessor Sōryū, sua construção começou em julho de 1936 no Arsenal Naval de Yokosuka e foi lançado ao mar em novembro de 1937, sendo comissionado na frota japonesa no início de julho de 1939. Ele era capaz de transportar mais de sessenta aeronaves, era armado com uma bateria antiaérea composta por canhões de 127 e 25 milímetros, tinha um deslocamento normal de mais de vinte mil toneladas e alcançava uma velocidade máxima de 34 nós.
O Hiryū teve uma carreira ativa na Segunda Guerra Mundial. Ele apoiou a invasão da Indochina Francesa em setembro de 1940 e participou do Ataque a Pearl Harbor e da Batalha da Ilha Wake em dezembro de 1941, enquanto no ano seguinte se envolveu no Bombardeio de Darwin e da conquista das Índias Orientais Neerlandesas em fevereiro e de um ataque contra forças britânicas no Oceano Índico entre março e abril. O Hiryū participou em junho da Batalha de Midway, quando foi danificado por ataques aéreos norte-americanos e deliberadamente afundado para não ser capturado.

## Projeto
O Hiryū foi um de dois porta-aviões de grande porte aprovados para construção sob o Programa Suplementar de 1931–1932. Foi originalmente projetado como um irmão do Sōryū, porém seu projeto foi modificado diante de alguns incidentes ocorridos entre 1934 e 1935 que revelaram que os navios da Marinha Imperial Japonesa eram muito pesados acima da linha de flutuação, instáveis e estruturalmente fracos. As alterações implementadas no Hiryū incluíram a elevação do seu castelo de proa, fortalecimento do casco e aumento de sua boca, deslocamento e blindagem.

### Características

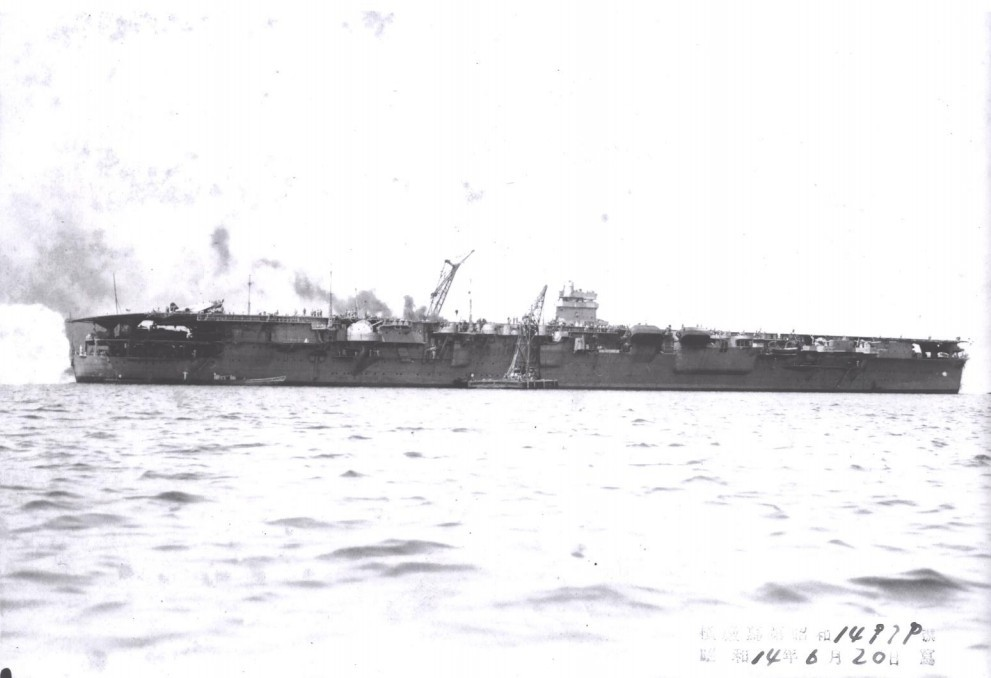
O Hiryū durante seus estágios finais de equipagem em 20 de junho de 1939

O Hiryū tinha 227,4 metros de comprimento de fora a fora, uma boca de 22,3 metros e um calado de 7,8 metros. Seu deslocamento padrão era de 17,6 mil toneladas, enquanto o deslocamento normal chegava em 20 250 toneladas. Sua tripulação era formada por 1,1 mil oficiais e marinheiros.
Seu sistema de propulsão era formado por oito caldeiras de tubos d'água Kampon que alimentavam quatro conjuntos de turbinas a vapor, cada um girando uma hélice. Este sistema era o mesmo usando nos cruzadores pesados da Classe Mogami. A potência indicada era de 155 mil cavalos-vapor (114 mil quilowatts) para uma velocidade máxima de 34,3 nós (39,5 quilômetros por hora), fazendo do Hiryū o porta-aviões mais rápido do mundo quando entrou em serviço. Podia carregar até 4,5 mil toneladas de óleo combustível, o que lhe proporcionava uma autonomia de 10 330 milhas náuticas (19 130 quilômetros) a dezoito nós (33 quilômetros por hora). A exaustão das caldeiras era canalizada para duas chaminés que ficavam na lateral de estibordo abaixo do convés de voo e viradas para baixo.
O porta-aviões tinha um cinturão principal de blindagem que ficava na linha de flutuação e tinha 150 milímetros de espessura na área dos depósitos de munição, enquanto na região das salas de máquinas e tanques de gasolina de aviação ele diminuía para noventa milímetros. Atrás ficava uma antepara interna que tinha a intenção de parar estilhaços. O convés blindado tinha 25 milímetros sobre as salas de máquinas e 55 milímetros sobre os depósitos de munição e tanques de gasolina de aviação.

### Convés e hangares
O convés de voo do Hiryū tinha 216,9 metros de comprimento por 27 metros de largura. Ele e seu predecessor Akagi foram os únicos porta-aviões na história construídos com uma superestrutura a bombordo. Esta também ficava posicionada mais a ré e pegava parte do convés de voo. Nove cabos de detenção foram instalados e podiam parar uma aeronave de até seis toneladas. Um grupo de três cabos ficava posicionado mais à vante a fim de permitir que aviões pousassem pela proa, porém isto nunca ocorreu na prática. O convés de voo ficava apenas 12,8 metros acima da linha de flutuação e esta baixa altura foi alcançada ao reduzir a altura dos hangares. Haviam dois hangares: o superior tinha 171,3 por 18,3 metros e uma altura de 4,6 metros, já o inferior tinha 142,3 por 18,3 metros e uma altura de 4,3 metros. Juntos tinham uma área aproximada de 5 736 metros quadrados. Essas dimensões causaram problemas no manuseio de aeronaves, pois as asas de um torpedeiro Nakajima B5N não podiam ser estendidas ou dobradas no hangar superior.
As aeronaves eram transferidas dos hangares para o convés de voo por meio de três elevadores, o de vante ao lado da superestrutura na linha central da embarcação e os outros dois mais à ré deslocados para estibordo. O elevador de vante tinha dezesseis por treze metros, o do meio tinha treze por doze metros e o de ré tinha 11,8 por treze metros. Eram capazes de transportar aeronaves de até cinco toneladas. O Hiryū foi projetado para transportar 64 aeronaves, mais nove sobressalentes.

### Armamento
A principal armamento de defesa antiaérea do Hiryū consistia em doze canhões de duplo propósito Tipo 89 calibre 40 de 127 milímetros. Estes foram arranjados em montagens duplas instaladas em plataformas projetadas da lateral do casco, três em cada lado da embarcação. Estas armas tinham um alcance máximo de 14,7 quilômetros e uma altura máxima de disparo de 9,44 quilômetros a uma elevação de noventa graus. Sua cadência de tiro máxima era de catorze disparos por minuto, porém sua cadência de tiro sustentada era de aproximadamente oito disparos por minuto. O navio era equipado com dois diretórios de controle de disparo Tipo 94 a fim de controlar os canhões de 127 milímetros, um para cada cada lado; o diretório de estibordo ficava no topo da superestrutura e o de bombordo ficava posicionado abaixo do convés de voo.
O armamento antiaéreo leve tinha 31 canhões Tipo 96 de 25 milímetros, produção licenciada da francesa Hotchkiss, instalados em sete montagens triplas e cinco duplas. Duas triplas ficavam em uma plataforma logo abaixo da extremidade dianteira do convés de voo, enquanto o resto ficava nas laterais do casco. Esta era a arma antiaérea leve padrão japonesa durante a Segunda Guerra Mundial, porém ela sofria de sérios problemas de projeto que a deixavam praticamente ineficiente. Segundo o historiador Mark Stille, a arma tinha muitas falhas incluindo a incapacidade de "lidar com alvos em alta velocidade porque não podiam virar e elevar rápido o bastante manualmente ou por energia, suas miras eram inadequadas para alvos de alta velocidade, possuía uma vibração e choque de disparo excessivos". Os canhões tinham um alcance efetivo de 1,5 a três quilômetros e um teto efetivo de 5,5 quilômetros a uma elevação de 85 graus. Sua cadência de tiro efetiva máxima era de 110 a 120 disparos por minuto por causa da frequente necessidade de trocar os cartuchos de munição, que tinham apenas quinze projéteis cada. As armas eram controladas por cinco diretórios Tipo 95, dois em cada lateral e um na proa.

## Carreira

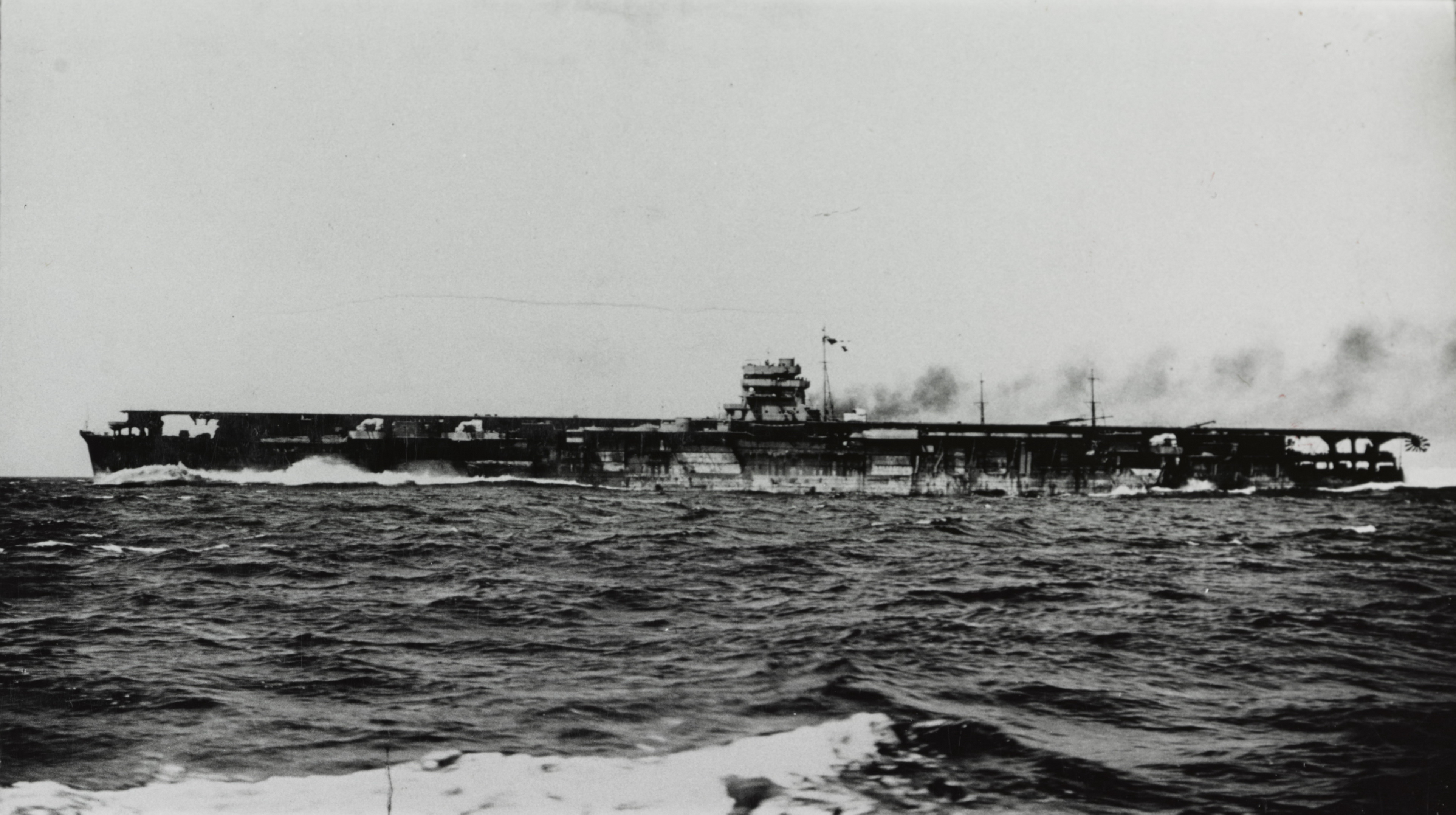
O Hiryū durante seus testes marítimos em 28 de abril de 1939

O Hiryū recebeu um nome que significa "Dragão Voador". Seu batimento de quilha ocorreu em 8 de julho de 1936 no Arsenal Naval de Yokosuka e foi lançamento ao mar em 16 de novembro de 1937, sendo comissionado em 5 de julho de 1939. Foi designado em 15 de novembro para a Segunda Divisão de Porta-Aviões. As aeronaves do navio foram transferidas em setembro de 1940 para Ainão com o objetivo de apoiar a invasão japonesa da Indochina Francesa. O Hiryū deu suporte para um bloqueio do sul da China em fevereiro de 1941. A Segunda Divisão de Porta-Aviões, comandada pelo contra-almirante Tamon Yamaguchi, foi designada para a 1ª Frota Aérea em 10 de abril. A embarcação voltou para o Japão em 7 de agosto para uma breve manutenção  que terminou em 15 de setembro. Serviu de capitânia para a Segunda Divisão entre 22 de setembro e 26 de outubro enquanto o Sōryū estava em manutenção.

### Pearl Harbor
A Frota Combinada, sob o comando do almirante Isoroku Yamamoto, se preparou em novembro de 1941 para a entrada formal do Japão na Segunda Guerra Mundial por meio de um ataque preventivo contra a base da Frota do Pacífico dos Estados Unidos em Pearl Harbor, no Havaí. O Hiryū, sob o comando do capitão Tomeo Kaku, junto com o resto da 1ª Frota Aérea sob o comando do vice-almirante Chūichi Nagumo, formada por seis porta-aviões da Primeira, Segunda e Quinta Divisões de Porta-Aviões, se reuniram em 22 de novembro na Baía de Hitokappu em Etorofu. Eles partiram quatro dias depois, atravessando o centro-norte do Oceano Pacífico a fim de evitar rotas comerciais. O Hiryū estava como capitânia da Segunda Divisão, tendo embarcando 21 caças Mitsubishi A6M Zero, dezoito bombardeiros de mergulho Aichi D3A e dezoito torpedeiros Nakajima B5N. Os porta-aviões se posicionaram a 230 milhas náuticas (430 quilômetros) ao norte de Oahu e lançaram duas ondas de ataque na manhã de 7 de dezembro de 1941.

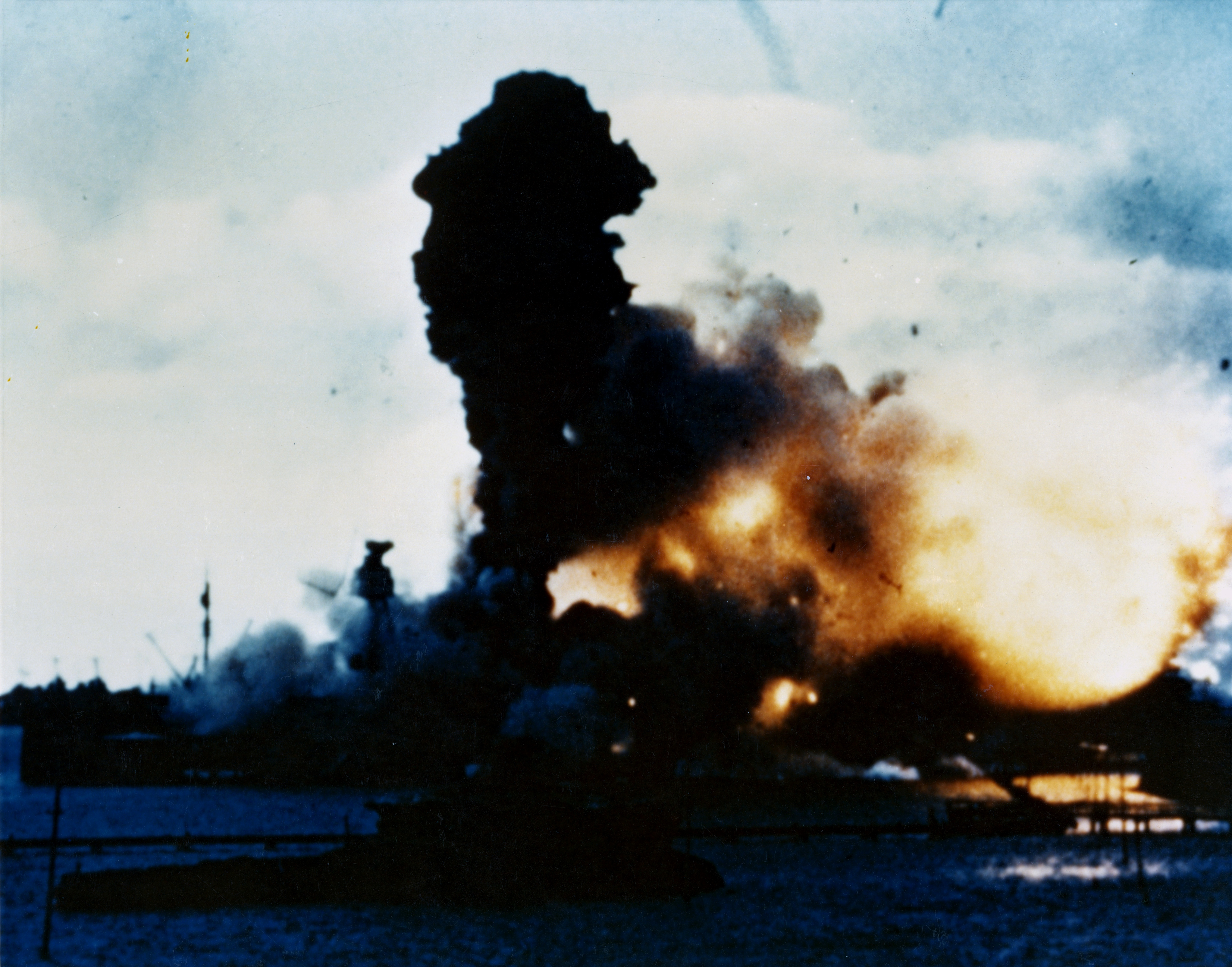
O Arizona explodindo depois de ser atingido por uma bomba perfurante lançada por uma aeronave do Hiryū

Na primeira onda, oito B5Ns deveriam atacar os porta-aviões que ficavam normalmente ancorados no lado noroeste da Ilha Ford, mas nenhum estava em Pearl Harbor no dia do ataque. Desta forma, quatro dos B5Ns desviaram e em vez disso foram atacar seus alvos secundários, que eram os navios ancorados no Cais 1010, onde a capitânia costumava ficar ancorada. Esta era o couraçado USS Pennsylvania, que no dia estava em uma doca seca e em sua posição estavam o cruzador rápido USS Helena e o lança-minas USS Oglala; todos os quatro torpedeiros erraram. Os outros quatro B5Ns atacaram os couraçados USS West Virginia e USS Oklahoma. Os dez B5Ns restantes tinham sido encarregados de lançarem bombas perfurantes de oitocentos quilogramas nos couraçados ancorados no lado sudeste da Ilha Ford, possivelmente acertando uma ou duas, incluindo uma que causou uma explosão interna que destruiu o couraçado USS Arizona. Seis Zeros metralharam aeronaves estacionadas na Estação Aérea Ewa, reivindicando 22 destruídas.
A segunda onda tinha nove Zeros e dezoito B5Ns, mas um de cada abortou por problemas mecânicos. Os Zero metralharam a Estação Aeronaval da Baía Kaneohe e então atacaram Campo de Pouso Bellows, abatendo nesta dois caças Curtiss P-40 Warhawk enquanto tentavam decolar, um bombardeiro Boeing B-17 Flying Fortress desviado do Campo de Pouso Hickam e um avião de observação Stinson 049 Vigilant. Um Zero foi abatido. Os caças que ainda tinham munição metralharam Ewa de novo. Os D3As atacaram vários navios, mas não é possível identificar quais aviões atacaram quais embarcações. Dois D3As foram abatidos durante o ataque.

### Outras ações
No caminho de volta, Nagumo ordenou que o Hiryū e o Sōryū fossem destacados para atacarem os defensores da Ilha Wake, que derrotaram o primeiro ataque japonês dias antes. Os dois porta-aviões aproximaram-se em 21 de dezembro e lançaram 29 D3As, dois B5Ns e dezoito Zeros a fim de atacarem alvos em terra. Eles não encontraram oposição aérea e 35 B5Ns e seis Zeros foram lançados no dia seguinte. As aeronaves interceptaram os dois caças Grumman F4F Wildcat sobreviventes do Esquadrão Aéreo de Caças 211. Os Wildcat abateram dois B5Ns antes de serem destruídos pelos Zeros. A guarnição de Wake se rendeu um dia depois do desembarque das forças japonesas.
Os dois porta-aviões voltaram para Kure em 29 de dezembro. Eles foram designados para a Força Sul em 8 de janeiro de 1942 e partiram quatro dias depois para as Índias Orientais Neerlandesas. Os navios apoiaram a invasão das Ilhas Palau e a Batalha de Amboina, atacando posições Aliadas em 23 de janeiro com 54 aeronaves. As embarcações destacaram dezoito Zeros e nove D3As quatro dias depois a fim de operarem de bases terrestres em apoio a operações japonesas na Batalha de Bornéu. O Hiryū e o Sōryū chegaram em Palau em 28 de janeiro e esperaram pela chegada dos porta-aviões Akagi e Kaga, com os quatro partindo em 15 de fevereiro e lançando ataques aéreos contra Darwin, na Austrália, quatro dias depois. O Hiryū contribuiu com dezoito B5Ns, dezoito D3As e nove Zeros. Suas aeronaves atacaram navios ancorados e instalações portuárias, afundando ou incendiando três embarcações e danificando outras duas. Os Zeros destruíram um Warhawk que estava decolando e dois hidroaviões Consolidated PBY Catalina na água, enquanto um dos Zeros precisou fazer um pouso de emergência depois de ter sido danificado por um Warhawk das Forças Aéreas do Exército dos Estados Unidos.
Os porta-aviões chegaram na Baía de Staring nas ilhas Celebes em 21 de fevereiro para reabastecerem e descansarem por quatro dias antes de seguirem para a invasão de Java. Os D3As do Hiryū ajudaram a danificar o contratorpedeiro estadunidense USS Edsall em 1º de março, com este tendo depois sido afundado por couraçados japoneses. Mais tarde no mesmo dia os bombardeiros de mergulho afundaram o navio-petroleiro estadunidense USS Pecos. Os quatro porta-aviões lançaram 180 aeronaves contra Tjilatjep em 5 de março, afundando cinco embarcações menores, danificando outras nove seriamente o bastante para que fossem deliberadamente afundados. Eles atacaram a Ilha Natal dois dias depois e os aviões do Hiryū afundaram o cargueiro neerlandês Poelau Bras. A força voltou para a Baía de Staring no dia 11. Os navios reabasteceram e treinaram para uma iminente surtida no Oceano Índico que tinha a intenção de garantir a segurança dos territórios recém tomados ao destruir bases e instalações Aliadas na região.

### Oceano Índico

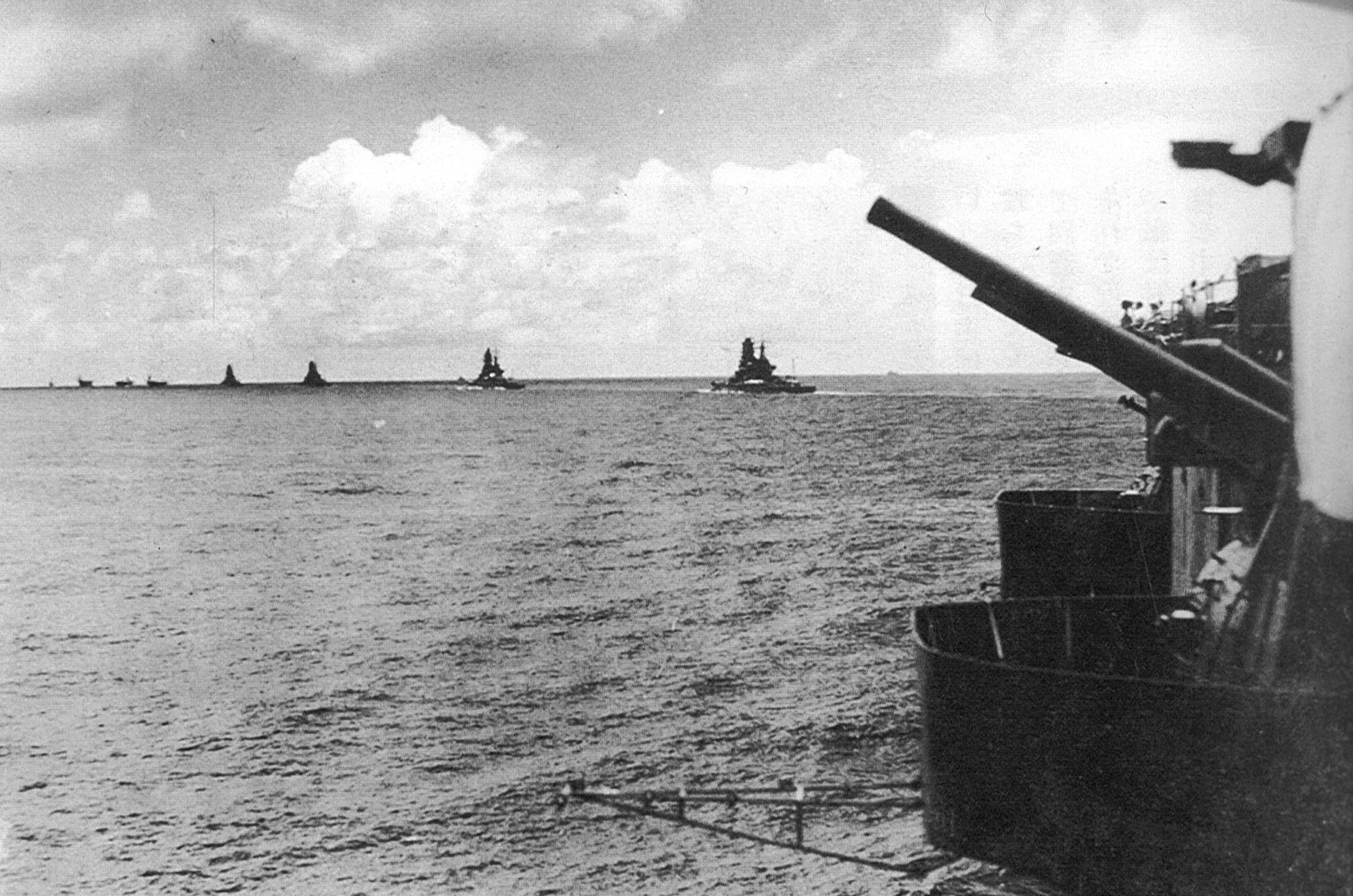
A força japonesa seguindo para o Oceano Índico em 30 de março de 1942; o Hiryū é o terceiro navio da linha

Os cinco porta-aviões da 1ª Frota Aérea partiram em 26 de março de 1942. Eles foram avistados por um Catalina na manhã de 4 de abril a 350 milhas náuticas (650 quilômetros) ao sudoeste de Ceilão. Esse avião foi abatido por uma patrulha de combate aéreo que incluía seis Zeros do Hiryū. Nagumo aproximou-se até 120 milhas náuticas (220 quilômetros) de Colombo e lançou um ataque aéreo na manhã seguinte. O Hiryū contribuiu com dezoito B5Ns e nove Zeros, com estes encontrando uma força de seis torpedeiros britânicos Fairey Swordfish do Esquadrão Aeronaval 788 e abatendo todos. Os japoneses encontraram caças Hawker Hurricane dos Esquadrões Nº 30 e 258 da Força Aérea Real sobre um campo de pouso em Ratmalana e os caças do Hiryū reivindicaram terem abatido onze com três Zeros danificados, porém os caças dos outros porta-aviões também fizeram reivindicações. As perdas britânicas foram de 21 Hurricanes abatidos e dois que fizeram pousos forçados. Os D3As e B5Ns infligiram alguns danos em instalações portuárias, porém o avistamento do dia anterior permitiu que a maioria dos navios fossem evacuados antes dos ataques. Os britânicos estavam tentando encontrar os japoneses a manhã inteira e os Zeros do Hiryū em patrulha de combate aéreo ajudaram a abater um torpedeiro Fairey Albacore e rechaçar outro vindos do porta-aviões HMS Indomitable. Os cruzadores pesados HMS Cornwall e HMS Dorsetshire foram avistados mais tarde na mesma manhã e o Hiryū lançou dezoito D3As, com as duas embarcações sendo afundadas junto com bombardeiros de mergulho lançados pelos outros porta-aviões.
A patrulha de combate aéreo do Hiryū abateu na manhã de 9 de abril outro Catalina que estava tentando localizar a frota, enquanto mais tarde enviou com dezoito B5Ns e seis Zeros de escolta para um ataque contra Trincomalee. Os caças enfrentaram o Esquadrão Nº 261, reivindicando terem abatido dois aviões e compartilhado crédito de mais dois com caças dos outros porta-aviões. Os britânicos perderam apenas oito aeronaves, mas os japoneses reivindicaram 49 abatidas quando na realidade apenas dezesseis Hurricanes participaram do combate. Um dos B5N do Hiryū foi abatido e outro fez um pouso de emergência enquanto bombardeavam o porto. Enquanto isso, um hidroavião do couraçado Haruna avistou o porta-aviões britânico HMS Hermes escoltado pelo contratorpedeiro australiano HMAS Vampire, com todos os D3As disponíveis sendo lançados para atacar os navios. O Hiryū contribuiu com dezoito bombardeiros de mergulho e três caças, mas eles chegaram muito tarde para afundá-los. As aeronaves encontraram o cargueiro RFA Athelstone e a corveta HMS Hollyhock mais ao norte, afundando-os. Ao mesmo tempo, o Akagi foi quase acertado por nove bombardeiros Bristol Blenheim vindos de Ceilão que penetraram nas defesas e lançaram suas bombas a uma altura de 3,4 quilômetros. O Hiryū tinha oito Zeros no ar e, junto com doze caças dos outros porta-aviões, abateram cinco dos aviões britânicos ao custo de um Zero do Hiryū. Os Blenheim sobreviventes encontraram os D3As do porta-aviões Shōkaku no caminho de volta sendo escoltados por Zeros do Hiryū, com mais um bombardeiro britânico sendo abatido. Os D3As reivindicaram terem abatido dois Blenheim junto com os Zeros, com um caça tendo sido perdido e um bombardeiro de mergulho danificado pelos artilheiros britânicos. Depois disso a 1ª Frota Aérea deu a volta e seguiu rumo sudeste em direção ao Estreito de Malaca no caminho para o Japão.
O Hiryū, Sōryū e Akagi, enquanto passavam pelo Canal de Bashi em 19 de abril no caminho de volta para casa, foram enviados para perseguirem os porta-aviões estadunidenses USS Enterprise e USS Hornet, que tinham lançado um ataque contra Tóquio. Eles não encontraram as embarcações, que nessa altura já tinham deixado a área e retornado para o Havaí. Os japoneses abandonaram a procura e chegaram na Ilha Hashira no dia 22. Os porta-aviões da Primeira e Segunda Divisões estavam nesse altura em operações constantes a quatro meses e meio, sendo rapidamente reabastecidos em preparação para próxima grande operação, planejada para começar em um mês. O grupo aéreo do Hiryū ficou nesse período baseado em terra no Campo de Pouso Tomitaka em Saiki realizando treinamentos de voo e armas com outras unidades da 1ª Frota Aérea.

### Midway
Yamamoto, preocupado pelos recentes ataques de porta-aviões estadunidenses nas Ilhas Marshall, Salamaua–Lae e Tóquio, ficou determinado em forçar a Marinha dos Estados Unidos para uma batalha a fim de eliminar a ameaça de porta-aviões. Ele decidiu invadir e ocupar o Atol Midway, uma ação que certamente atrairia os porta-aviões inimigos para uma batalha. Os japoneses chamaram essa ação de Operação MI. Entretanto, eles não sabiam que os estadunidenses tinham adivinhado as linhas gerais do plano por meio da decodificação de suas comunicações, tendo preparado uma emboscada com seus três porta-aviões disponíveis posicionados ao nordeste de Midway.
O Hiryū, Akagi, Kaga e Sōryū partiram em 25 de maio. O complemento de aeronaves do Hiryū era de dezoito Zeros, dezoito D3As e dezoito B5Ns. Também estavam a bordo três Zeros da 6ª Unidade de Aviação Militar, que formariam parte da guarnição aérea de Midway após a ocupação. A frota japonesa se posicionou a aproximadamente 250 milhas náuticas (460 quilômetros) ao noroeste de Midway às 4h45min de 4 de junho. Dezoito B5Ns com nove Zeros de escolta do Hiryū foram encarregados de atacar as instalações do Campo Henderson na Ilha de Areia, mas um torpedeiro abordou por problemas mecânicos. Seu grupo aéreo sofreu várias baixas no ataque, com dois B5Ns sendo abatidos por caças inimigos e um outro pela defesa antiaérea terrestre. Um quarto avião, pilotado pelo líder de esquadrão Rokuro Kikuchi, precisou fazer um pouso forçado no Atol Kure, onde ele e seus companheiros foram depois descobertos e mortos por forças estadunidenses. Um quinto B5N foi forçado a amerrissar no caminho de volta, enquanto outros cinco foram danificados além de qualquer possibilidade de reparo. Mais dois Zeros também foram irreparavelmente danificados, mas nenhum foi abatido.
O porta-aviões contribuiu com três Zeros de um total de onze que foram inicialmente designados para a patrulha de combate aéreo sobre os navios. O Hiryū tinha seis caças no ar às 7h05min que ajudaram a defender a 1ª Frota Aérea do primeiro ataque estadunidense vindo de Midway, que começou cinco minutos depois. Seis torpedeiros Grumman TBF Avenger que tinham sido destacados do Hornet mais quatro bombardeiros Martin B-26 Marauder do Corpo Aéreo do Exército dos Estados Unidos armados com torpedos atacaram os japoneses. Os Avengers foram atrás do Hiryū enquanto os Marauders atacaram o Akagi. Os trinta Zeros em patrulha de combate aéreo nesse momento foram imediatamente atrás deles, abatendo cinco Avengers e dois Marauders. Os Avengers abateram um dos Zeros do Hiryū. Os sobreviventes lançaram seus torpedos, mas todos erraram.
Nagumo ordenou às 7h15min que os B5Ns do Akagi e Kaga fossem rearmados com bombas para mais um ataque contra Midway. Esse processo foi dificultado pelo número limitado de carrinhos e elevadores de munição, que impediam que os torpedos fossem armazenados no convés inferior até depois de todas as bombas terem sido tiradas de seu depósito, montadas e presas nas aeronaves. Esse processo normalmente durava uma hora e meia; mais tempo seria necessário para levar os aviões ao convés e esquentá-los para o lançamento. Nagumo cancelou sua ordem por volta das 7h40min quando recebeu mensagem de uma de suas aeronaves de reconhecimento informado que navios estadunidenses tinham sido avistados. Dois do Zeros do Hiryū que estavam em patrulha de combate aéreo ficaram sem munição e pousaram às 7h40min.

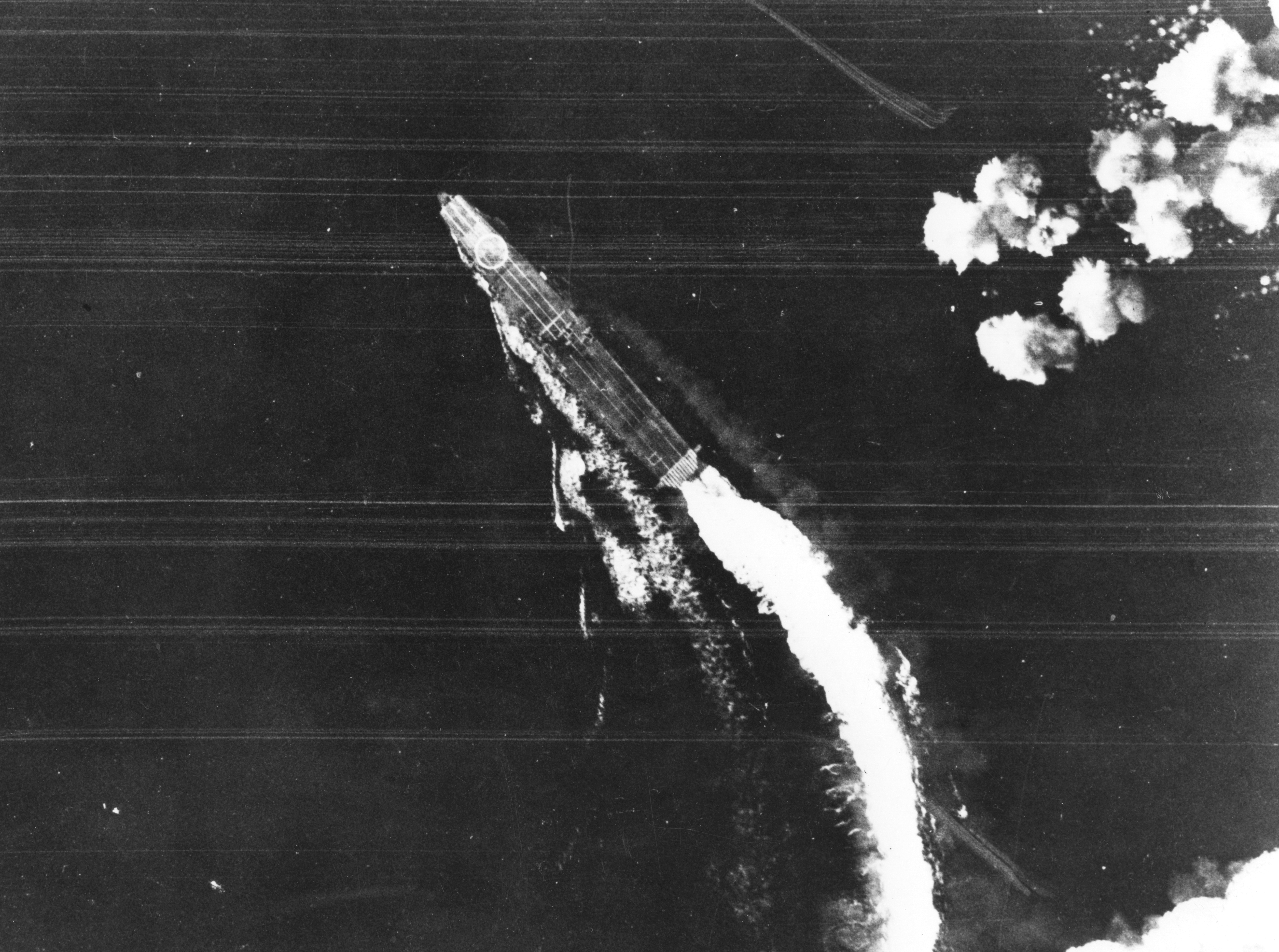
O Hiryū realizando manobras evasivas para escapar de bombardeiros Flying Fortress durante a Batalha de Midway

O próximo ataque vindo de Midway chegou às 7h55min, composto por dezesseis bombardeiros de mergulho Douglas SBD Dauntless do Esquadrão Batedor de Bombardeiros 241 dos Fuzileiros Navais. Os três caças do Hiryū ainda em patrulha de combate aéreo estavam entre os nove que atacaram essas aeronaves, abatendo seis enquanto tentavam planar e bombardear o Hiryū, sem sucesso. Mais ou menos no mesmo momento, doze bombardeiros pesados Boeing B-17 Flying Fortress do Corpo Aéreo do Exército atacaram os porta-aviões a uma altitude de 6,1 quilômetros. Esta enorme altitude deu tempo para que os navios japoneses antecipassem onde as bombas iriam cair e manobrassem para longe das áreas de impacto. Quatro Flying Fortresses atacaram o Hiryū, mas todos erraram.
O Hiryū reforçou a patrulha de combate aéreo com mais três Zeros às 8h25min. Estes ajudaram a derrotar o ataque seguinte de Midway, composto por onze bombardeiros de mergulho Vought SB2U Vindicator do Esquadrão 241, que atacaram o Haruna a partir de 8h30min. O couraçado escapou ileso e três Vindicators foram abatidos. Apesar de todos os ataques estadunidenses até aquele momento terem causado danos mínimos, eles mantiveram os porta-aviões desequilibrados enquanto Nagumo tentava preparar uma resposta para a informação do avistamento de porta-aviões inimigos ao nordeste, recebida por volta das 8h20min.
O navio começou a recolher a força de ataque às 9h00min e esse processo terminou dez minutos depois. Essas aeronaves foram rapidamente levadas para os hangares e a tripulação começou a prepara-las para um ataque contra os porta-aviões estadunidenses. Estas preparações foram interrompidas às 9h18min, quando a primeira onda de ataque dos porta-aviões inimigos começou. Esta consistia em quinze torpedeiros Douglas TBD Devastator do Esquadrão de Torpedos 8 do Hornet. Eles tentaram atacar o Sōryū, mas todos foram abatidos por dezoito caças em patrulha de combate aéreo, deixando apenas um aviador sobrevivente na água.
Pouco depois, catorze Devastators do Esquadrão de Torpedos 6 do Enterprise atacaram. Estes tentaram prensar o Kaga, porém a patrulha de combate aéreo, reforçada por quatro Zeros lançados do Hiryū às 9h37min, abateu dez e o Kaga desviou de todos os torpedos. O Hiryū lançou mais três Zeros às 10h13min depois do Esquadrão de Torpedos 3 do Yorktown ter sido avistado. Dois dos seus Zeros foram abatidos por Wildcats que estavam de escolta enquanto um terceiro foi forçado a amerissar.
Enquanto o Esquadrão 3 atacava o Hiryū, bombardeiros de mergulho estadunidenses do Enterprise e USS Yorktown chegaram sobre os porta-aviões japoneses praticamente sem serem detectados e começaram seus mergulhos. Segundo os historiadores Jonathan Parshall e Anthony P. Tully, foi nesse momento, por volta das 10h20min, que as "defesas aéreas japonesas finalmente e catastroficamente falhariam". Essas aeronaves atacaram e acertaram o Akagi, Kaga e Sōryū, danificando-os seriamente e incendiando-os. O Hiryū não foi atacado e assim lançou dezoito D3As escoltados por seis Zeros às 10h54min. Os caças no caminho enfrentaram um grupo de Dauntlesses do Enterprise; nenhum bombardeiro foi abatido, mas dois Zeros foram derrubados pelos artilheiros estadunidenses, com outro sendo forçado a amerissar perto de um contratorpedeiro. Radares estadunidenses detectaram a aproximação dos aviões japoneses às 11h52min e direcionaram os vinte Wildcats do Yorktown em patrulha de combate aéreo para interceptá-los. Estes abateram os três Zeros restantes ao custo de um Wildcat, então atacaram os D3As. Apenas sete bombardeiros sobreviveram por tempo suficiente para atacarem e dois foram abatidos durante seus mergulhos, mas os restantes conseguiram três acertos diretos e dois quase acertos no Yorktown, danificando-o seriamente e iniciando um incêndio.

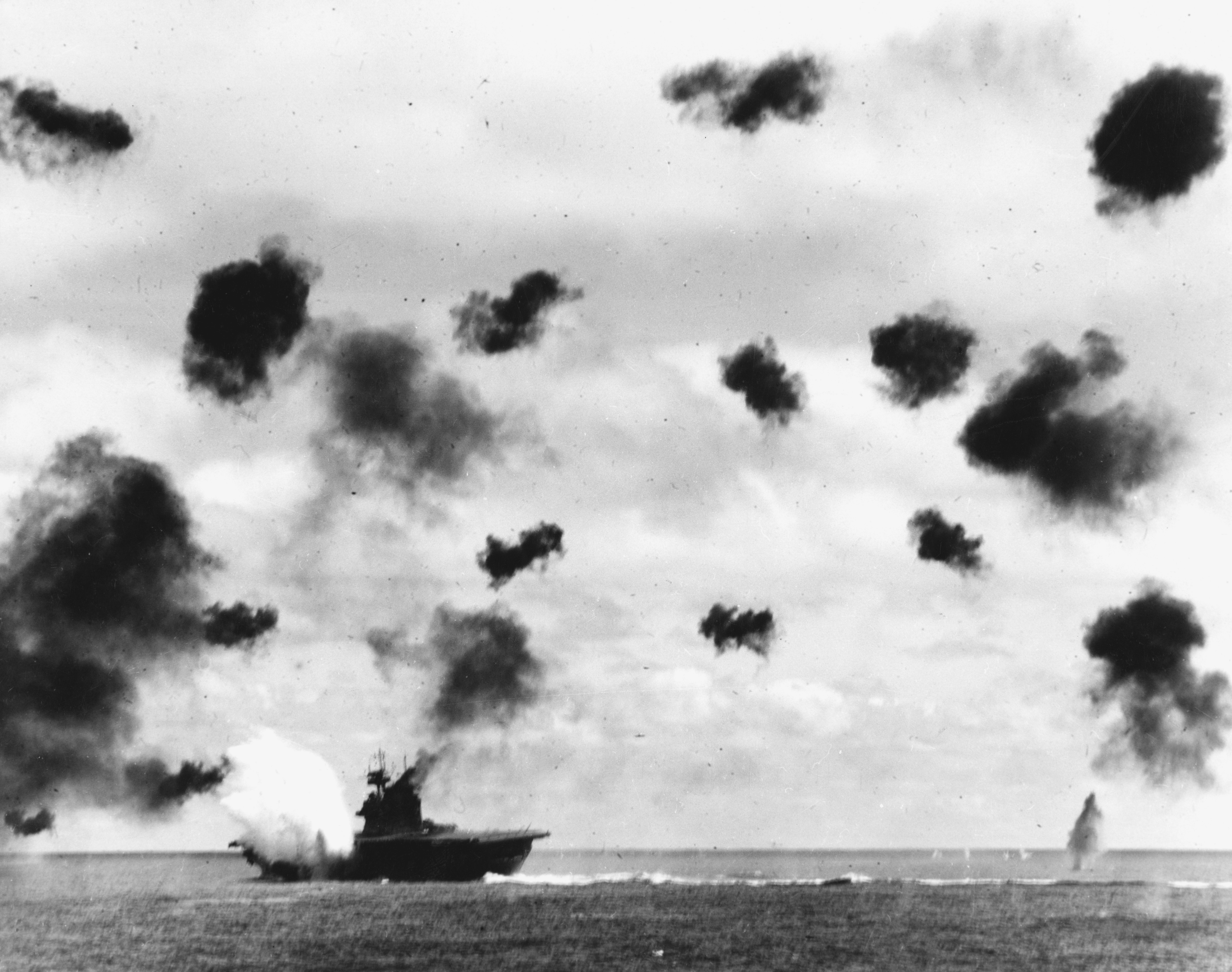
O Yorktown sendo atingido por um torpedo lançado por uma aeronave do Hiryū durante a Batalha de Midway

Yamaguchi, que estava usando o Hiryū como sua capitânia, ficou confiante que o Yorktown tinha sido afundado e assim lançou às 13h30min dez B5Ns, incluindo um do Kaga, escoltados por seis Zeros, com dois do Kaga, com ordens de atacarem outro porta-aviões que não tinha sido atingido pela primeira onda. Entretanto, os estadunidenses tinham conseguido extinguir os incêndios do Yorktown às 14h00min e meia hora depois ele estava navegando a dezenove nós (35 quilômetros por hora) quando a segunda onde de ataque japonesa chegou. Consequentemente, os pilotos acharam que o porta-aviões era o Enterprise ou Hornet e lançaram seu ataque. Seis Wildcats estavam em patrulha de combate aéreo no momento e quatro foram direcionados para os torpedeiros enquanto os dois restantes foram segurados para dar cobertura para outros dez Wildcats reabastecendo no convés de voo. Dois Wildcats atacaram os B5Ns às 14h38min, derrubando dois antes deles próprios serem abatidos pelos Zeros de escolta; dois Zeros foram depois abatidos ao custo de um Wildcat. Outros quatro B5Ns foram derrubados durante o ataque, mas os sobreviventes conseguiram acertar o Yorktown com dois torpedos que danificaram três caldeiras e derrubaram toda a energia elétrica a bordo. Consequentemente, o porta-aviões ficou incapaz de bombear combustível para estibordo a fim de contrabalancear seu adernamento de seis graus para bombordo. O adernamento aumentou dezessete minutos depois para 23 graus, com a tripulação recebendo ordens de abandonar o navio. Dos quatro Zeros e cinco B5Ns que conseguiram voltar ao Hiryū, apenas dois caças e três torpedeiros ainda estavam em condições de voar.
Yamaguchi informou Nagumo às 16h30min sobre sua intenção de lançar um terceiro ataque aproximadamente às 18h00min, mas Nagumo ordenou que a frota recuasse para o oeste. Nesta altura o Enterprise e Hornet já tinham lançado ataques próprios. Do primeiro partiram 26 Dauntlesses às 15h25min, uma mistura de aeronaves próprias a aquelas do Yorktown que tinha sido forçado a acolher depois deste ter sido danificado, enquanto do segundo decolara dezesseis dos seus Dauntlessesm às 16h00min. O Hiryū nesse momento só tinha quatro bombardeiros de mergulho e cinco torpedeiros capazes de voar. Também estava com dezenove Zeros a bordo mais outros treze em patrulha de combate aéreo, esta uma força composta de sobreviventes dos outros porta-aviões. Os bombardeiros de mergulho do Enterprise avistaram o navio às 16h45min e começaram a manobrar para reduzirem altitude e assumirem uma boa posição de ataque. Nagumo ordenou às 16h56min, enquanto os primeiros Dauntlesses começavam seus mergulhos, uma mudança de curso de 120 graus possivelmente para se preparar para recuperar os hidroaviões de reconhecimento, o que atrapalhou a mira dos Dauntlesses. Os japoneses só foram avistar os estadunidenses às 17h01min, com a patrulha de combate aéreo abatendo dois bombardeiros durante o mergulho e outro depois de abortar seu ataque quando alguns dos Dauntlesses do Yorktown passaram na sua frente ao iniciarem seus mergulhos. Estas últimas aeronaves acertaram o Hiryū com quatro bombas de 450 quilogramas, três no convés de voo de vante e uma no elevador de vante. As explosões iniciaram incêndios entre as aeronaves no hangar. A parte de vante do convés de voo ruiu para dentro do hangar enquanto o elevador foi arremessado contra a ponte de comando. Os incêndios foram tão grandes que os aviões estadunidenses restantes atacaram as embarcações escoltando o porta-aviões, porém sem muito sucesso, considerando que mais ataques contra o Hiryū seriam perda de tempo, já que ele estava em chamas da proa até a popa. Dois grupos de Flying Fortresses tentaram atacar os japoneses às 17h42min, mas sem sucesso, apesar de um deles ter metralhado o convés de voo do Hiryū e matado vários artilheiros antiaéreos.

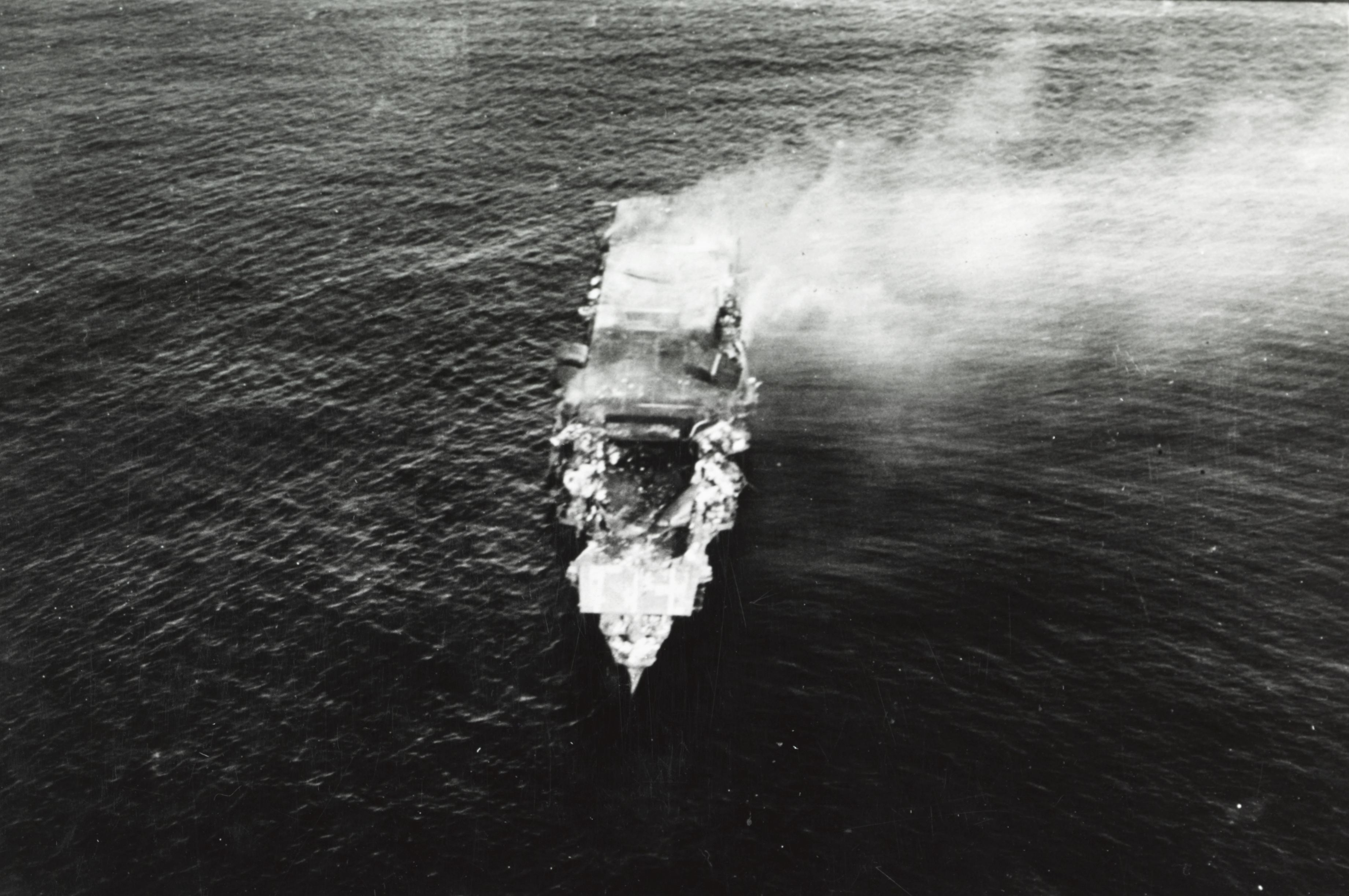
O Hiryū danificado, abandonado e à deriva durante a Batalha de Midway

O sistema de propulsão do Hiryū não tinha sido afetado, mas os incêndios não puderam ser controlados. Os motores pararam às 21h23min e uma grande explosão ocorreu às 21h58min. A ordem de abandonar o navio foi dada às 3h15min já do dia 5 de junho, com os sobreviventes sendo embarcados nos contratorpedeiros Kazagumo e Makigumo. Yamaguchi e Kaku decidiram permanecer a bordo e o porta-aviões foi torpedeado pelo Makigumo às 5h10min já que ele não poderia ser salvo. Um torpedo errou e outro acertou perto da proa sem produzir a típica coluna de água, porém a detonação foi visível. Um torpedeiro Yokosuka B4Y do porta-aviões Hōshō encontrou o Hiryū por volta das 7h00min ainda flutuando e sem mostrar sinais de estar afundando. Os aviadores conseguiram ver tripulantes a bordo, homens que não tinham recebido a informação para abandonar o navio. Um cúter foi lançado na água e 39 homens conseguiram abandonar o porta-aviões por volta das 9h00min. O Hiryū finalmente afundou às 9h12min, com 389 marinheiros tendo morrido. O cúter ficou à deriva por catorze dias até ser avistado por um Catalina e resgatado pelo navio auxiliar USS Ballard. Quatro homens morreram de seus ferimentos ou de exposição antes de serem resgatados, com um quinto morrendo no Ballard naquela mesma noite.
A perda do Hiryū, Akagi, Kaga e Sōryū, dois terços dos porta-aviões de grande porte do Japão e o núcleo mais experiente da 1ª Frota Aérea, foi uma enorme derrota e muito contribuiu para a eventual derrota japonesa na guerra. A Marinha Imperial, em uma tentativa de esconder sua perdas, não removeu a embarcação imediatamente do registro de navios, listando-o apenas como "não-tripulado" até ser tirado dos registros em 25 de setembro de 1942. Muitos dos sobreviventes foram transferidos para unidades na linha de frente sem que pudessem falar com familiares. Alguns dos feridos ficaram em quarentena em hospitais por quase um ano.